# 方叶五月茶
方叶五月茶（学名：Antidesma ghaesembilla）为大戟科五月茶属下的一个种。

## 扩展阅读
- 維基物種上的相關：方叶五月茶